# ICDAS
O International Caries Detection and Assessment System (ICDAS) é um sistema amplamente utilizado e aceito globalmente para a detecção e avaliação de cáries dentárias. Desenvolvido para padronizar a classificação de lesões cariosas, o ICDAS proporciona um método sistemático e preciso para identificar a extensão da desmineralização dental em diferentes estágios, desde lesões iniciais não cavitadas até cáries severas.

### História
O ICDAS foi desenvolvido em resposta à necessidade de um sistema unificado que permitisse a comparação consistente de dados de cáries dentárias em pesquisas e na prática clínica. O sistema foi criado por um grupo internacional de especialistas em odontologia, com a primeira versão publicada em 2002. Desde então, o ICDAS passou por várias revisões para incorporar novos conhecimentos científicos e avanços tecnológicos, resultando em uma ferramenta robusta que é utilizada por dentistas, pesquisadores e educadores ao redor do mundo.

### Impacto Global
A adoção do ICDAS em diversos países e por diversas instituições de ensino reflete seu impacto significativo na educação e na prática odontológica. Ele oferece uma linguagem comum para profissionais da saúde bucal, facilitando o ensino, a pesquisa e a prática clínica de forma integrada.